# Bendi jezik
Bendi jezik (mabendi, mabeni; ISO 639-3: bct), nilsko-saharski jezik centralnosudanske skupine, kojim govori 32 000 ljudi (1991 SIL) u Demokratskoj Republici Kongo, u provinciji Orientale.
Najmanji je od tri jezika podskupine lendu. Etnička grupa Bendi ne smije se brkati s istoimenim narodom Bendi s otoka Hainan u Kini, a govore hlai [lic] dijalektom bendi (zwn, baisha-yuanmen).

## Vanjske poveznice
- Ethnologue (14th)
- Ethnologue (15th)